# گیاکو جوجی جیمه
گیاکو جوجی جیمه (به ژاپنی: 逆十字絞)-(به انگلیسی: Gyaku Jūji-jime) یکی از فنون و تکنیک‌های دستهٔ کاتامه-وازا رشتهٔ ورزشی جودو است که در زیردستهٔ شیمه-وازا دسته‌بندی می‌شود. هدف از این تکنیک، واردآوردن فشار و درگیرکردن گلوی حریف است. در این تکنیک هر دو دست به صورت ضربدری یقه لباس حریف را از کنار گردن می‌گیرند طوری که چهار انگشت داخل لباس باشد و انگشت‌های شصت هر دو دست قسمت بیرونی یقه را بگیرند، با کشیدن دست‌ها به طرفین به گلو و شاهرگ فشار می‌آید و حریف وادار به تسلیم می‌گردد.